# 紐維爾 (紐約州)
紐維爾（英語：Newville）是位於美國紐約州赫基默縣的非建制地區。

## 歷史
紐維爾的郵局於1825年設立，其後於1922年停運。

## 地理
紐維爾所處的海拔為高於海平面164米（即538英呎），而該地所採用的時區為UTC-5，即北美东部时区（EST）。同時該地設有夏令時間，為UTC-5調快一小時，即UTC-4（EDT）。